# Alogonia perissalis
Alogonia perissalis là một loài bướm đêm trong họ Erebidae.